# Культура Тибету

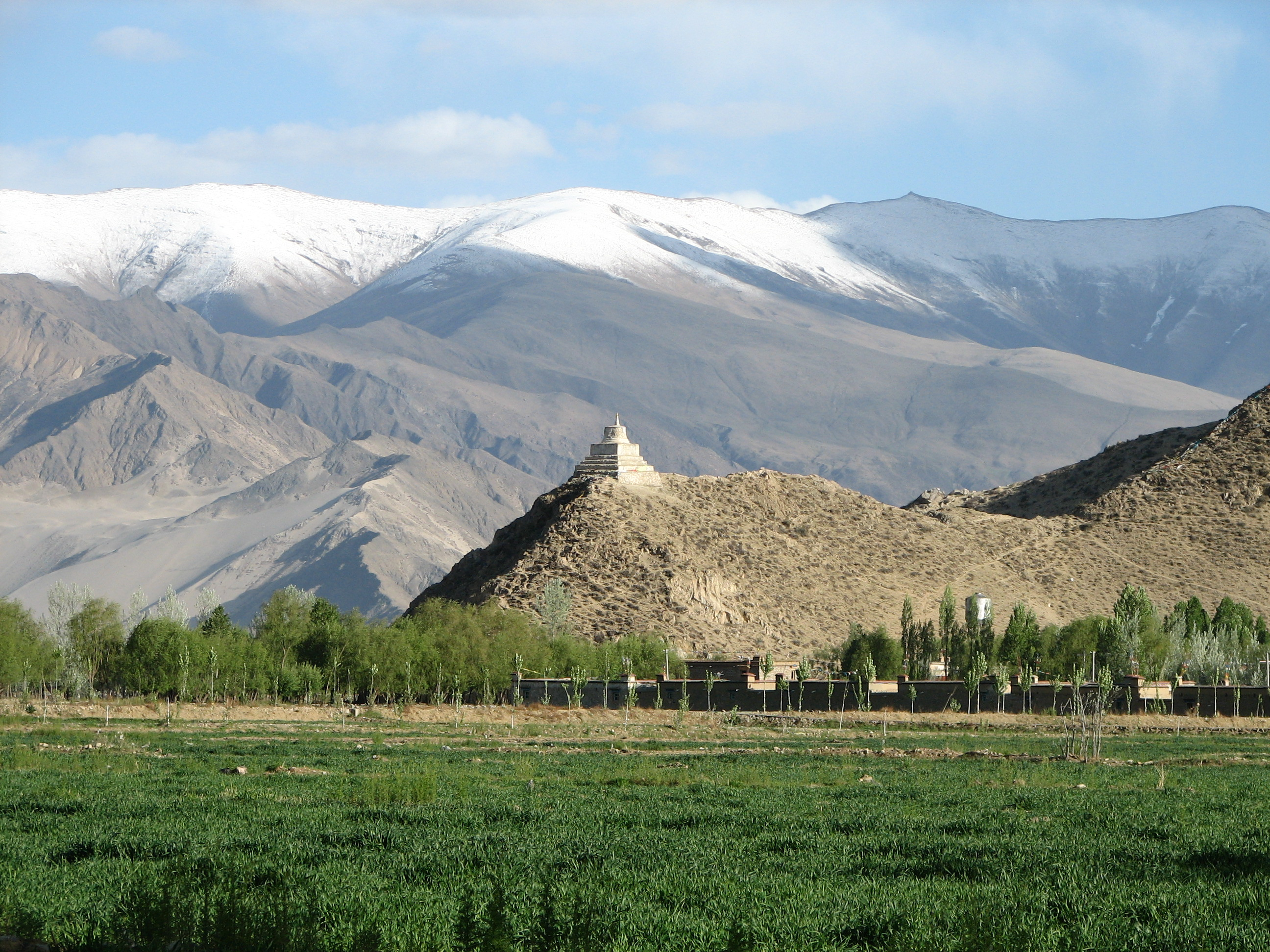
Тибет

Тибетська культура в добуддистську епоху була представлена культурою Бон, оскільки древні жителі Тибету сповідували шаманізм і поклонялися духам природи і предків.
Тибетська культура протягом багатьох століть зазнавала впливу індійської та китайської культур, що значною мірою відобразилося в живописі та архітектурі. Особливо сильно вплинули на розвиток Тибету його південні сусіди — Індія та Непал, а найважливішим фактором виявився буддизм, що виник на території Індії. Велика частина елементів тибетської культури, за винятком деяких народних ремесел, були привнесені буддизмом.
Великий вплив на тибетську культуру справила і Китайська цивілізація. Це видно, зокрема, в елементах архітектури, живопису і в так званій «чайній культурі».
Таким чином, на основі індійського і китайського впливу, а також культури добуддистського періоду, тибетці поступово виробили свою самобутню національну культуру. Значну роль у формуванні культури Тибету зіграли віддаленість і важкодоступність країни, суворий високогірний клімат, а також осілий спосіб життя тибетців.

## Мова і література

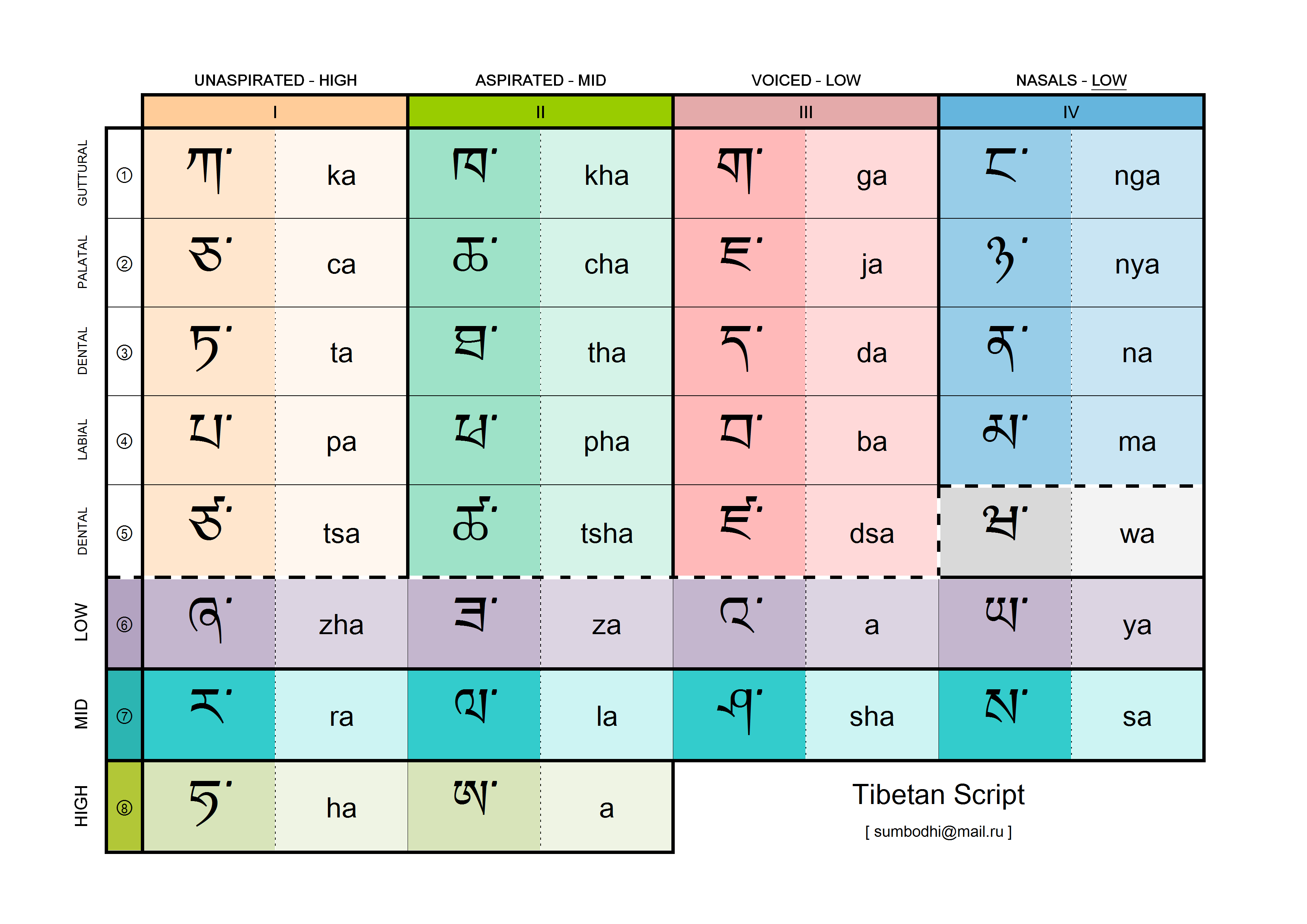
Тибетський алфавіт

Тибетська мова належить до тибето-бірманської подсім'ї сино-тибетської сім'ї мов. Кількість носіїв тибетської мови складає близько 6 млн осіб. Основний ареал — Тибетський автономний район і суміжні з ним провінції КНР. Цією мовою також говорять в Індії, Непалі, Бутані і Пакистані (діалекти балти і пуріг).
Для запису використовується тибетське письмо, яке, в свою чергу, походить від писемності брахмі (за деякими джерелами — гупта). Тибетський алфавіт був введений в першій половині VII століття за указом царя Сронцангамбо і розроблений Тхонмі Самбхота.
Тибетська «Граматика» і «Заповіт» царя Сронцангамбо вважаються першими оригінальними творами, створеними тибетської писемністю. Левову частку в тибетській літературі становлять переклади буддійських творів з санскриту. Рукописи IX—X століть з Дуньхуана є науково доведеними, точно датованими, оригінальними творами тибетською мовою.
Збереглася велика колекція літературних творів, написана тибетськими вченими і релігійними діячами з різних аспектів буддизму. Буддистська літературна школа Тибету підрозділяється на кілька великих шкіл: Ньїнґма, Сарма, Каг'ю, Сак'я і Гелуг. Існують також кілька інших малих шкіл.
Крім релігії, тибетська література охоплює і світські теми: історію, граматику, поезію, метричну літературу і словники, логіку, астрологію, математику, медицину, географію, космологію, закон, політику, музику і танці, театр і ремесла.
Сучасна світська література Тибету представлена такими відомими авторами, як: поет Йедам Церінг, прозаїки Джампел Г'яцо, Таші Дава і Дондре Вангбум .

## Образотворче мистецтво

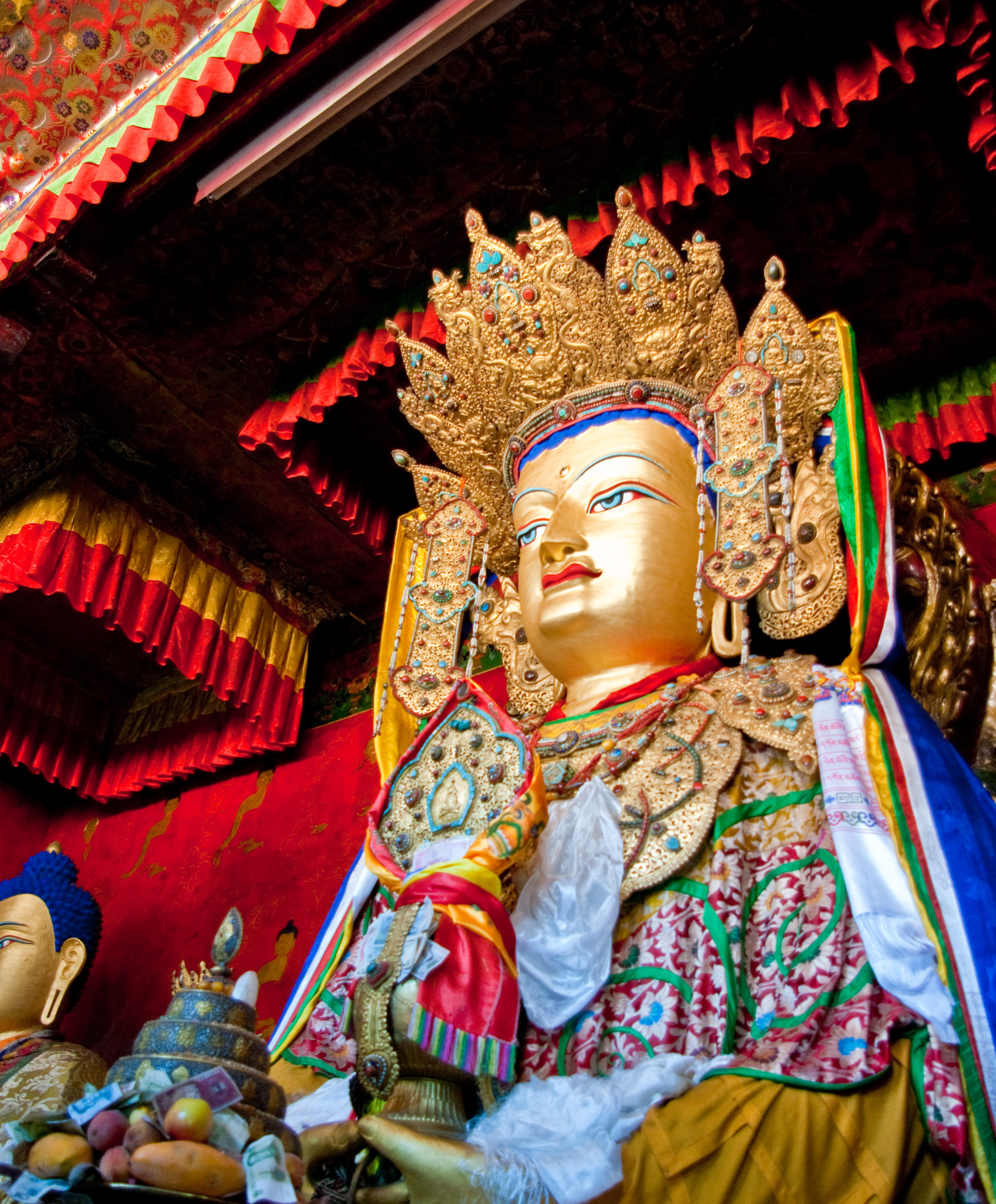
Статуя Будди

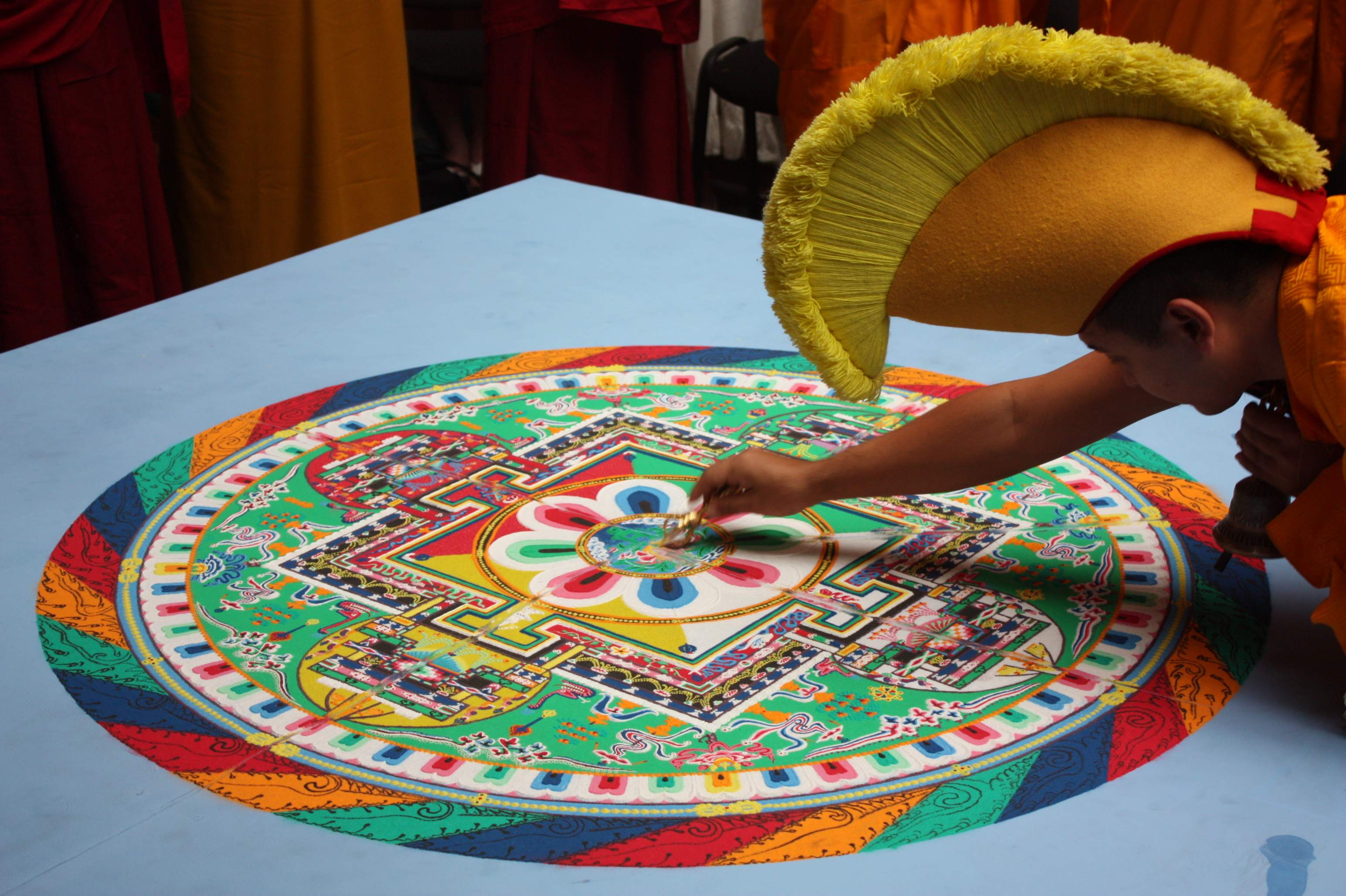
Тибетський чернець створює мандалу

Буддизм здійснив величезний вплив на образотворче мистецтво Тибету, тому місцевий живопис розвивався під впливом індійської школи. Звідти прийшла і школа релігійного живопису танка.
Живопис Тибету дотримується стереотипних форм: в центрі картини розташовується велике зображення Тханкабуддистського божества, оточеного меншими божествами. Пізніше на буддистських танка стали зображати лам і на задньому плані — сцени з їхнього життя.
З XV століття в тибетському живописі проявляється китайський вплив, який виражається в більш вільному підході до китайського пейзажного живопису. Це дозволило тибетським художникам більше використовувати пейзаж у релігійних картинах.
Окремо варто згадати мистецтво «пісочної мандали» — малюнок складної геометричної форми, викладений з різнокольорового піску. Буддійські ченці ретельно, протягом багатьох днів, створюють ці картини. Потім, в певний день, при великому скупченні народу, зображення руйнується, а пісок роздають віруючим.
Крім живопису, буддизм значною мірою впливає і на скульптури, монети, прикраси і предмети побуту.

## Архітектура

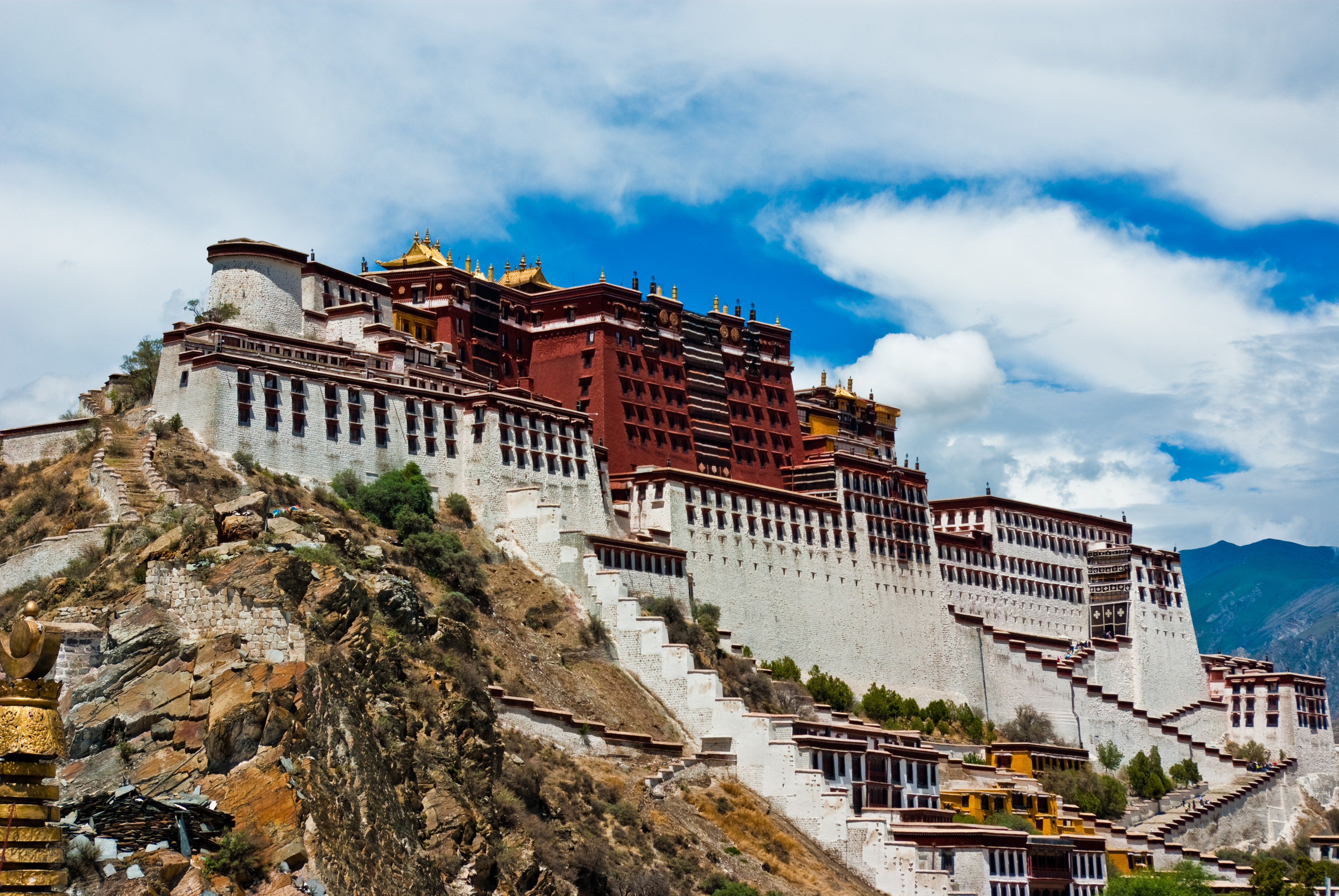
Храм Потала

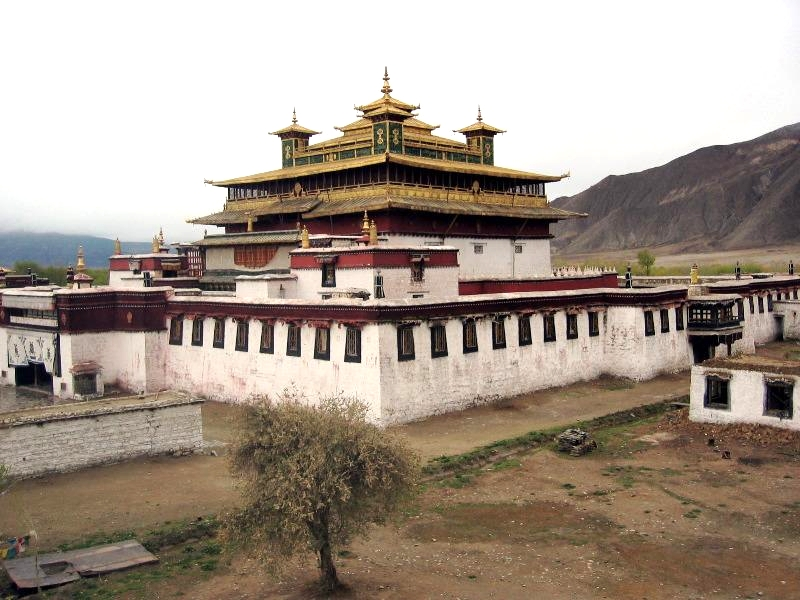
Монастир Сам'є

Тибетська архітектура зазнала значного впливу індійської і китайської архітектурних шкіл. Багато буддистських храмів і монастирів у Тибеті побудовані саме в індійському стилі.
Всесвітньо відомою архітектурною спорудою Тибету є храм Потала в Лхасі, резиденція Далай-лам. У 1994 році палац Потала внесений до списку Всесвітньої спадщини ЮНЕСКО.
Архітектурними пам'ятками є також храм Кумбум, монастирі Сера, Сам'є і Ташилунпо.
Тибетський стиль проявляється в релігійних ступах, присвячених Будді. Пізніше ступи почали використовувати в якості усипальниць для буддистських лам.
Згодом в Тибеті почали зводити храми в китайському стилі: будівлі в два-три рівні, кожен верхній рівень менший за площею ніж нижній, дахи мають загнуті вгору кути. Саме цей стиль з Тибету проник спочатку в Монголію, а потім й у Бурятію.
Архітектура житлових будинків відрізняється нахиленими у внутрішню сторону стінами і пласкими дахами. Будинки фарбують у білий колір та оздоблюють по периметру темною фарбою. У сільській місцевості будинки зазвичай мають затишний маленький двір.
Храми і будинки будуються з каменю, висушеної на сонці цегли, рідше з дерева.

## Тибетський календар
У Тибет місячний календар вперше прийшов з Китаю в VII столітті під час правління царя Сронцангамбо, коли його дружина, китайська принцеса Веньчен, привезла з собою астрологічні трактати.
Тибетський календар є місячно-сонячним. Має 12-річний цикл. Щороку має назву на честь тієї чи іншої тварини: Миші, Корови, Тигра, Кролика, Дракона, Змії, Коня, Вівці, Мавпи, Курки, Собаки і Свині. Таким чином, кожен 12-річний цикл відкривається роком Миші. Дракон — єдина міфічна тварина в цьому календарі.
Разом з назвою тварин в тибетському календарі використовується визначення «чотирьох стихій»: Дерева, Вогню, Землі й Води. І назва року може виглядати так: Рік вогненної миші або Рік дерев'яного коня.
12-річний цикл входить в більший, 60-річний цикл. Новий рік за тибетським місячно-сонячним календарем (Лосар) настає (в різні роки) в період з кінця січня до початку березня.
У тибетському буддизмі є спеціальні лами, які складають календарі на кожен рік, а також астрологічні прогнози.

## Музика

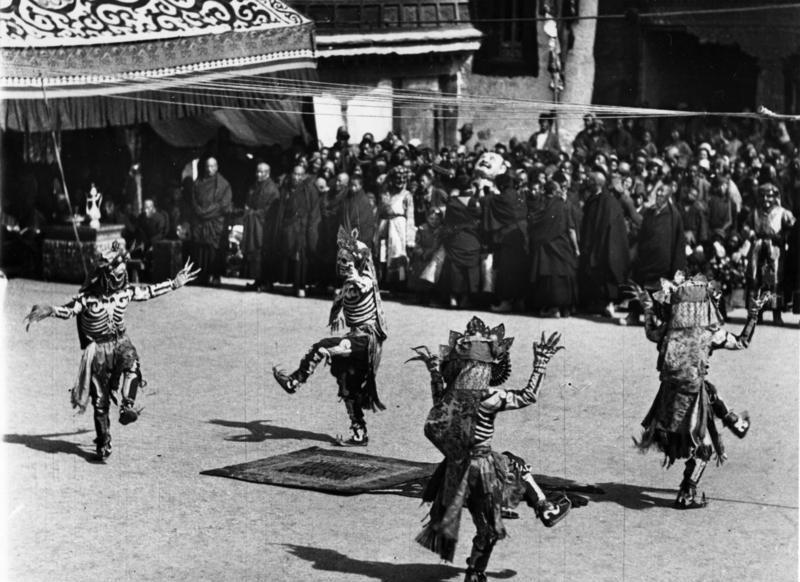
Танець цам. Тибет. 1938 рік

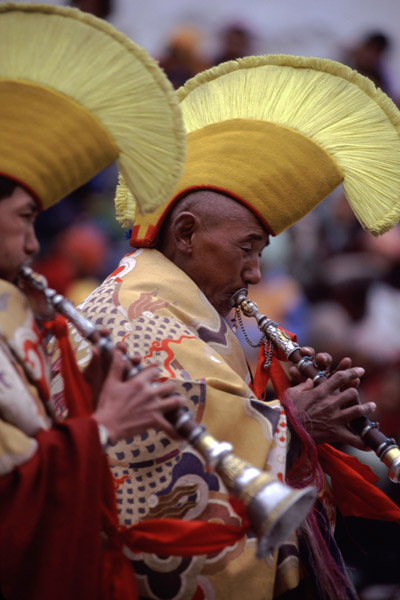
Тибетські ченці виконують ритуальну мелодію

Традиційна музика Тибету бере свій початок в стародавній культурі Бон і пов'язана з шаманськими ритуалами і оповідями про народних героїв.
Пізніше, з приходом буддизму, вона почала ґрунтуватися на релігійних співах тибетською мовою і санскриті. Такі піснеспіви виконуються речитативом.
У релігійних ритуалах використовують такі музичні інструменти: ролмо (пласкі музичні тарілки), нга (підвішені барабани), дамару (ручні барабани), дрілбу (дзвіночки), дунгчен (довгі труби), ганлін (конічний гобой), дункар (раковина) та ін..
Широко відомий ритуальний священний танець — містерія цам, який виконують ченці в спеціальних масках і одязі, що символізують те або інше божество чи демона. Кожен рух і жест в танці цам має своє значення і сенс.
У Тибеті існує й більш світська форма музичного мистецтва: тибетська опера Лхамо, де танці супроводжуються гучними піснями. Творцем тибетської опери був монах, лікар і поет Тангтонг Г'ялпо, що жив в XIV столітті.

## Кухня

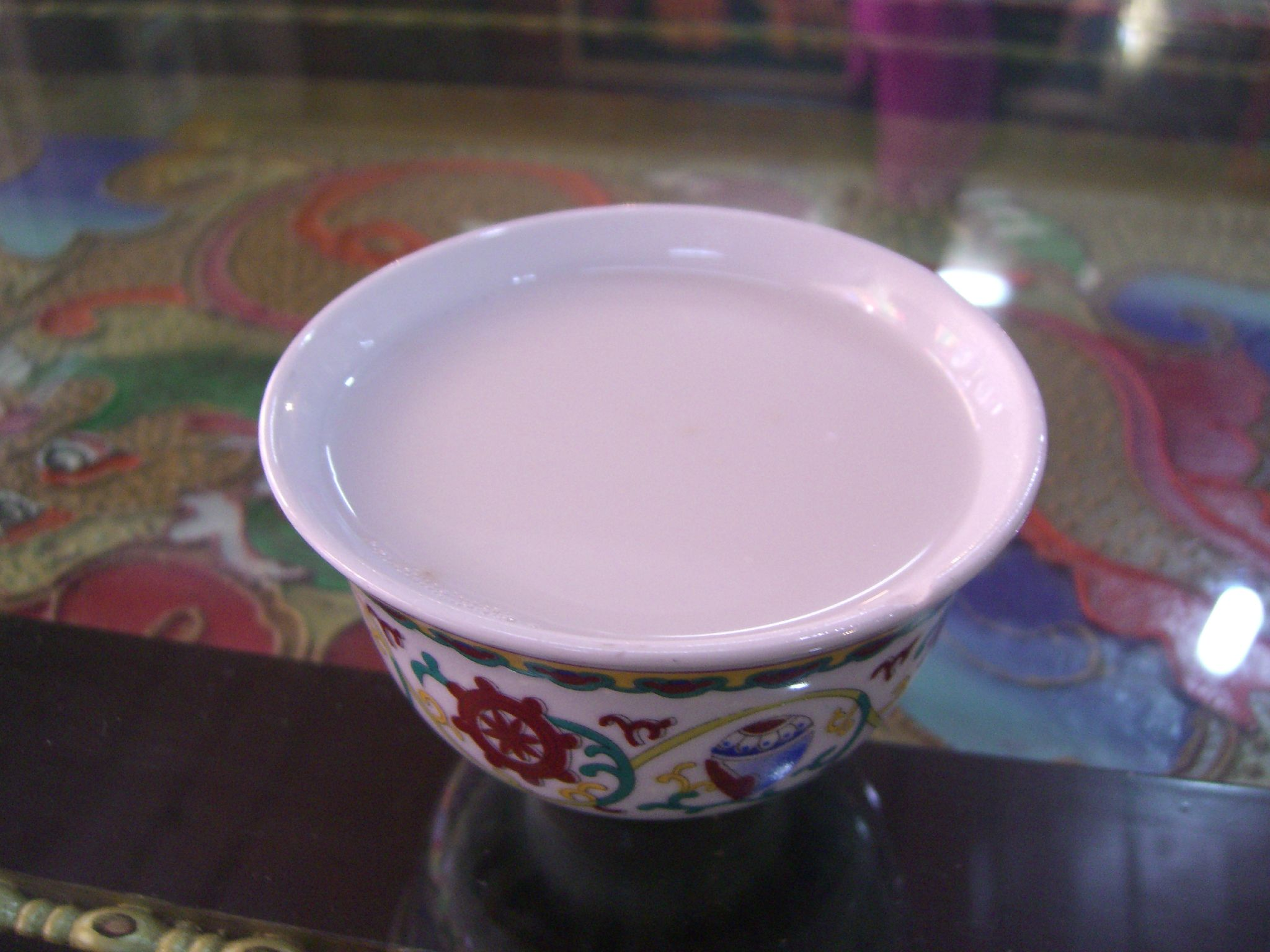
Чай з маслом і молоком

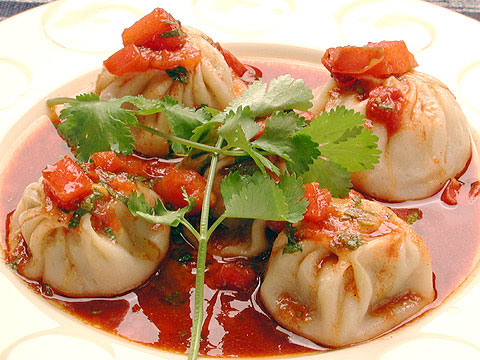
Тибетська страва момо

Тибетська кухня має великі відмінності від сусідніх країн. Тибетці — народ, який займається скотарством, тому м'ясо і молоко становлять важливу частину їхньої національної кухні.
Однією з найулюбленіших страв для тибетців є пельмені момо, які готуються з м'ясного фаршу з додаванням цибулі, часнику, коріандру, солі, перцю і кмину, а потім все це обертається в тісто і вариться на пару.
Крім цього, якщо в Індії і Китаї головною аграрною культурою є рис, то в Тибеті це ячмінь. З меленого ячменю готують національну страву цампу. Цампа є основною їжею для тибетців.
Важливим в повсякденному житті є чай. Культура вживання чаю в Тибеті є особливою, відмінною від китайської традиції. До прикладу, в чай тибетці додають масло і молоко.
У кухні тибетців багато місця займають м'ясо й овочі, натомість менше прянощів і спецій. Дуже мало риби і морепродуктів. Роблять тут і слабоалкогольне вино з рису.

## Одяг

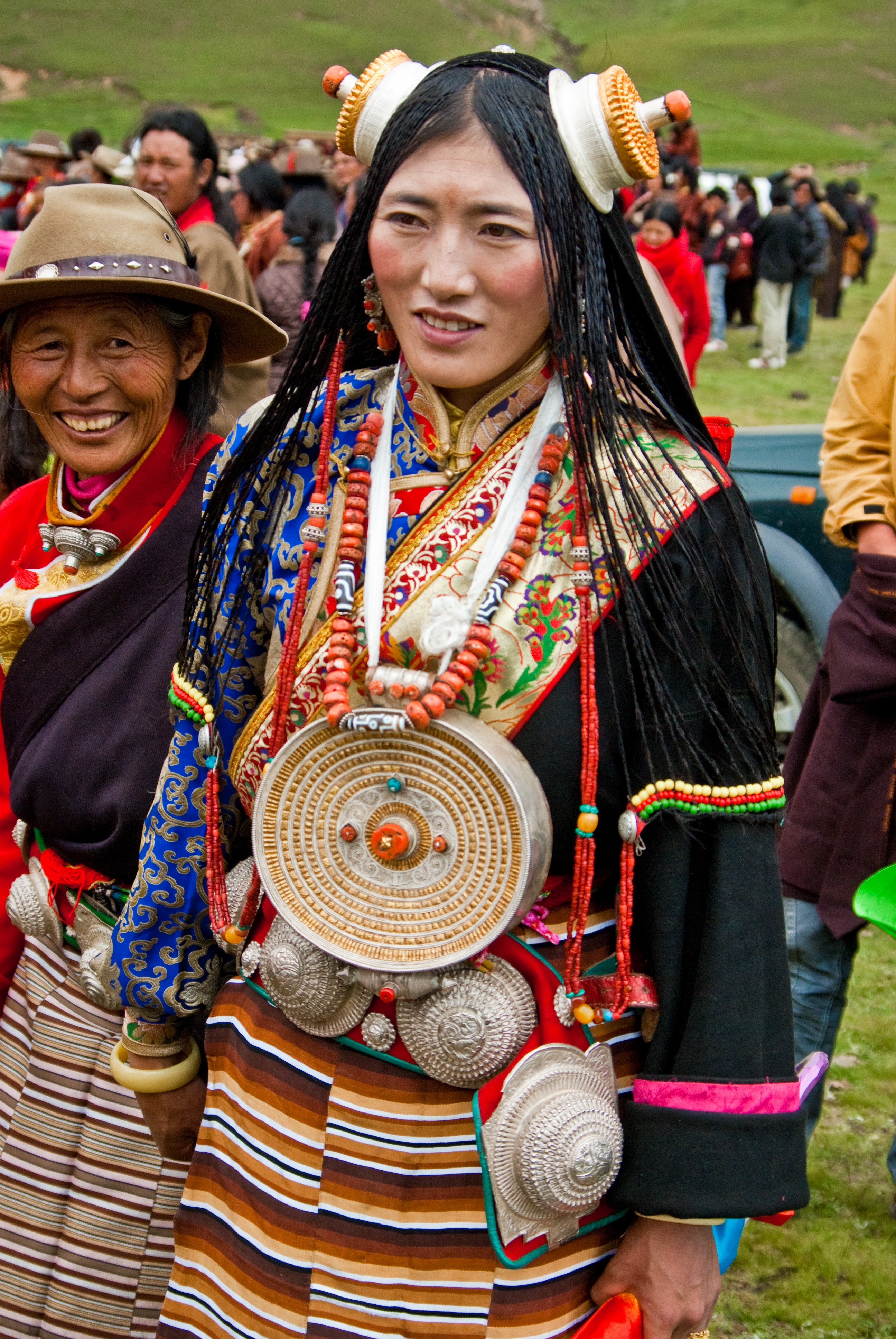
Жінка в тибетському халаті «чуба»

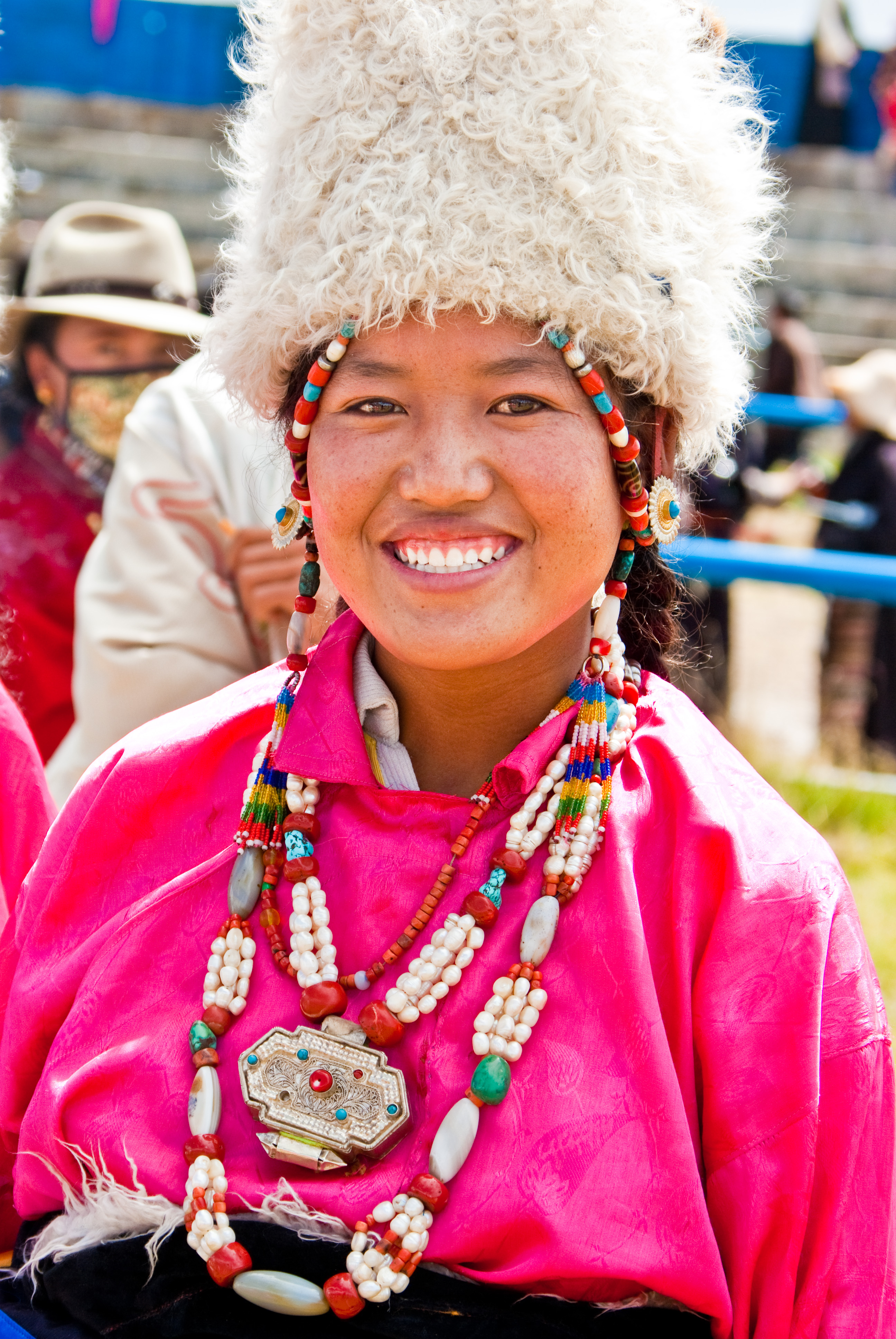
Тибетська дівчина в національному головному уборі

Тибетці носять халати, сорочки, шкіряні чоботи з загостреними носками. Халат (чуба) у чоловіків зав'язується під правою рукою і підперізується двома виткані поясами. Сорочки також зав'язуються на праву сторону. Чоловічий і жіночий одяг не має кишень і ґудзиків.
Тибетські жінки також носять чубу, з рукавами і без. Одяг їх більш різноманітний та яскравий, з різними елементами, головними уборами та прикрасами. Одружені жінки відрізняються від неодружених дівчат яскравими смугастими фартухами.
На півночі Тибету, де клімат прохолодніший, місцеві пастухи носять хутряні пальто. На півдні, де клімат більш теплий, одяг легший і виготовлений з вовняної тканини. Головними уборами є фетрові або хутряні шапки.
Особливий одяг, відмінний від мирського, носять тибетські монахи. Він відрізняється крайнім аскетизмом. Складається з антаравасака («внутрішній одяг»), що є шматком тканини, яким обгортають живіт і ноги. Верхню частину тіла обертають відрізом тканини більшого розміру, ця частина називається Уттара санга — «верхній одяг». Для захисту від холоду поверх внутрішнього одягу монахи одягають Сангат («зовнішній одяг»).
За традицією махаяни монахи повинні носити одяг тільки жовто-оранжевого або бордового кольору. У комплект одягу ченця також входять головні убори, взуття, штани і сорочки.

## Сімейне життя
Відмінною особливістю шлюбних відносин в Тибеті є поліандрія. У стародавньому і середньовічному Тибеті були присутні всі види шлюбних відносин, в тому числі й полігамія. Пізніше поліандрія більш широко поширилася територією країни, за винятком провінції Амдо, де практикується моногамія.
Поліандрія — це одруження рідних братів на одній дівчині. Дружина виконує свої подружні обов'язки з кожним із братів по черзі. Черга строго дотримується: один з братів виставляє своє взуття біля дверей спальні, і це вважається знаком для інших братів, що він зараз знаходиться наодинці з дружиною.
Вибір майбутньої дружини робить тільки старший брат. Всі діти, народжені в такому шлюбі, вважаються його дітьми. Подавати на розлучення має право також старший брат, однак для цього вже потрібна згода решти братів.
Є й такий різновид поліандрії, коли до братів може приєднатися сторонній чоловік. Це стається в тому випадку, якщо в родині довго не народжувалася дитина, й таким способом тибетська сім'я сподівається отримати спадкоємця.
Поліандрія в Тибеті прижилася з економічних міркувань: бідним сім'ям легше дати калим тільки за одну наречену, зробивши її дружиною відразу для всіх синів і зберігши для них загальний батьківський дах. Це давало можливість зберегти сімейне майно, розділ якого міг би зробити бідняками багатьох тибетців.